# Gleisi Hoffmann
Gleisi Helena Hoffmann (Curitiba, 1965) és una política brasilera. És presidenta del Partido dos Trabalhadores (PT) des de 2017.
Va servir com a senadora abans d'esdevenir ministra de Dilma Rousseff el 2011.
És diputada federal per Estat de Paranà.